# Округ Сенека (Њујорк)
Округ Сенека (енгл. Seneca County) је округ у америчкој савезној држави Њујорк. По попису из 2010. године број становника је 35.251.

## Демографија
Према попису становништва из 2010. у округу је живело 35.251 становника, што је 1.909 (5,7%) становника више него 2000. године.
| Група             | 2000.          | 2010.          |
| Белци             | 31.338 (94,0%) | 31.999 (90,8%) |
| Афроамериканци    | 758 (2,3%)     | 1.607 (4,6%)   |
| Азијати           | 227 (0,7%)     | 244 (0,7%)     |
| Хиспаноамериканци | 659 (2,0%)     | 952 (2,7%)     |
| Укупно            | 33.342         | 35.251         |